# Capucine
Capucine nascida Germaine Hélène Irène Lefebvre (Toulon, França em 6 de janeiro de 1928 - Lausanne, Suíça, em 17 de março de 1990), foi uma atriz e modelo francesa.
Conhecida por seus papéis cômicos em The Pink Panther (1963) e What's New Pussycat? (1965).

## Biografia
Nascida como Germaine Lefebvre, ela cursou a Escola de Belas Artes em Paris. Um fotógrafo de moda se impressionou com a sua beleza e a transformou em uma modelo muito requisitada nas década de 1950 e 1960 na França. Ela estreou no cinema na década de 1950 no filme Eterna Ilusão.
Na década de 1960 foi para Hollywood contratada pela Columbia Pictures e trabalhou com diretores importantes como King Vidor, George Cukor e Henry Hathaway.
Em 1960 participou do drama romântico Song Without End, com Dirk Bogarde interpretando Franz Liszt.
O sucesso mundial chegou em 1963 ao participar do primeiro filme da trilogia A Pantera Cor-de-Rosa de Blake Edwards ao lado de Peter Sellers, David Niven e Claudia Cardinale.
Outro filme de sucesso da atriz e modelo foi Satyricon de Fellini, em 1969.
Suicidou-se pulando do 8º andar do edifício em que vivia há mais de vinte anos, cercada de muitos gatos, após uma crise de depressão.